# 葉海亞勒
葉海亞勒是土耳其的城鎮，由開塞利省負責管轄，位於該國中部，面積1,554平方公里，海拔高度1,330米，主要經濟活動有農業和畜牧業，2008年人口19,909。
38°06′00″N 35°21′39″E / 38.10000°N 35.36083°E